# Победы сербов
«Победы сербов» (в.-луж. Serbow dobyća) — популярная песня серболужицкого эпоса, исполняемая на верхнелужицком языке. Одна из наиболее древних лужицких песен, воспевающих победу лужицких сербов над немцами.
Установление времени возникновения песни представляет трудность. Она повествует о событиях, относящихся в XI веку, когда польский король Болеслав Храбрый проходил через лужицкие земли против немцев. Мелодия песни предположительно относится к XV веку. В современном варианте песня близка в балладе, популярной у западнославянских народов.

## Отрывок песни
| Serbja so do Němcow hotowachu słowčka pak němski njemóžachu. Swoje sej koniki sedłowachu, swoje sej wotrohi připinachu. Swoje sej mječiki připasachu, do runoh pola so zjězdźowachu. Prěni króć na wójnu ćehnechu, wulke tam dobyće sčinichu. |